# 204 Kallisto
Callisto o 204 Kallisto è un asteroide della fascia principale del diametro medio di circa 48,57 km. Scoperto nel 1879, presenta un'orbita caratterizzata da un semiasse maggiore pari a 2,6731154 UA e da un'eccentricità di 0,1720402, inclinata di 8,27099° rispetto all'eclittica.
Il suo nome è dedicato alla ninfa greca Callisto, così come l'omonimo satellite naturale di Giove.